# Sukkot (Ägypten)
Sukkot (hebr. סֻכּוֹת, Plural von Sukka, סֻכָּה, deutsch Laubhütte, Zelt) ist ein biblischer Ort in Ägypten. Er wird im Pentateuch in Ex 12,37 ; 13,20  und Num 33,5–6  als erster Lagerplatz des Volkes Israel beim Auszug aus Ägypten erwähnt. 
Eine mögliche geographische Lokalisierung ist Tell el-Maschuta im Wadi Tumilat. Die Gleichsetzung von Sukkot mit dem Toponym tkw (Tjeku = Wadi Tumilat) wurde zuerst von Henri Brugsch vorgeschlagen (1875) und fand unter Wissenschaftlern schnell Zustimmung. Ähnlich wie Goschen könnte Sukkot die Bezeichnung für eine Region, nicht einen bestimmten Ort, sein. Denkbar wäre die Gegend zwischen Pi-Ramesse und Pithom.